# Сейм Варшавського герцогства
Сейм Варшавського герцогства (пол. сейм Księstwa Warszawskiego) був парламентом у Герцогство Варшавське . Він був створений в 1807 Наполеоном, який надав нову конституцію нещодавно створеному герцогству. Він мав обмежені повноваження, у тому числі не мав законодавчої ініціативи. Він збирався тричі: на чергові сесії у 1809 та 1811 роках та на позачергову сесію у 1812 році. В історії польського парламенту він змінив сейм Речі Посполитої, а потім сейм Конгресу Польщі. В 1807 Наполеон створив Варшавське герцогство і надав йому конституцію. Як і всі наполеонівські законодавчі органи, він за задумом поступався політичною владою виконавчою. Сейм збирався тричі: на чергові сесії у 1809 та 1811 роках та на позачергову сесію 1812 року. Сейм переважно займався адміністративними та фінансовими питаннями; його заключним актом в 1812 було створення останньої польської конфедерації, Загальної конфедерації Королівства Польського.

## Склад сейму
Сейм складався з двох палат: палати депутатів та сенату. Палата депутатів складалася з 100 депутатів, в 1810 р. збільшилася до 166. Початкові 100 складалися з 60 депутатів (після 1810 р. — 100), обраних з дворянських рядів (шляхти) під час засідань місцевих парламентів (сеймиків) та 40 депутатів недворянських (після 1810 р., 66), а також членів Державної ради. Кандидати в депутати повинні були бути старше 24 років, і урядовці, священики або офіцери, які проходили дійсну військову службу, не мали права бути кандидатами. Вони обиралися терміном дев'ять років, трьома траншами (вибори третини депутатів мали проводитися кожні три роки). Сенат складався з єпископів, воєвод та кастелянів; всі номіновані королем. Їх було по шість чоловік, а в 1810 їх було по десять. Право голосу отримали землевласники, власники великого бізнесу, духовенство, художники, науковці та військові. Примітно, що селяни також могли голосувати за умови, що вони мали землю.